# Turritella exoleta
Turritella exoleta är en snäckart som först beskrevs av Carl von Linné 1758.  Turritella exoleta ingår i släktet Turritella och familjen tornsnäckor. Inga underarter finns listade i Catalogue of Life.